# Этцель, Франц
Франц Этцель (нем. Franz Etzel, 12 августа 1902, Везель — 9 мая 1970, Дюссельдорф) — немецкий политик.
Член бундестага в период 1949—1953 и 1957—1967.
В правительстве Конрада Аденауэра был министром финансов.